# Son Ki-džong
Son Ki-džong (hangul 손기정, hanča 孫基禎, 29. srpna 1912 Sinuidžu – 15. listopadu 2002 Tedžon) byl korejský atlet, běžec na dlouhé tratě, olympijský vítěz z Letních olympijských her 1936 v maratonském běhu, kde startoval za Japonsko pod jménem Son Kitei.
V letech 1933 až 1936 běžel 13 maratonů, přičemž v 10 z nich zvítězil. Dne 3. listopadu 1935 zaběhl nejlepší světový výkon s časem 2.26:42, který byl překonán až v roce 1947.
Na olympiádě v roce 1936 startoval za Japonsko, protože Korea byla tehdy okupována japonskou armádou. Vystupoval pod jménem Son Kitei, což byla japonská verze jeho korejského jména. Během olympijského maratonu s ním běžel velkou část tratě obhájce titulu z Letních olympijských her 1932 v Los Angeles , Juan Carlos Zabala z Argentiny a Ernie Harper ze Spojeného království. Na 33. kilometru se od nich odpoutal a do cíle doběhl v čase 2.29:12,2 s náskokem 2 minuty na Erna Harpera.
Po skončení aktivní sportovní kariéry řadu let trénoval jihokorejské běžce na dlouhé tratě. Mezi jeho svěřence patřil například Hwang Jong-džo, olympijský vítěz v maratonu na Letních olympijských hrách 1992. Významné pocty se mu dostalo při zahájení Letních olympijských her 1988 v Soulu, kdy běžel s olympijskou pochodní do prostoru olympijského stadionu.